# Boudewijn Vandervennet
Boudewijn Vandervennet (Eernegem, 25 januari 1920 – 26 juli 1968) was een Belgisch katholiek politicus  en burgemeester van Eernegem.

## Biografie
Vandervennet was advocaat. Toen in 1949 burgemeester Julien Boedts na een ziekte overleed, weigerde schepen Louis Schatteman het burgemeesterschap en Vandervennet werd op 29-jarige leeftijd tot burgemeester buiten de raad benoemd.
Bij de verkiezingen van 1952, 1958 en 1964 kwam hij telkens op op de lijst Christene Gemeentebelangen en telkens haalde hij een absolute meerderheid. Onder zijn bestuur werden in de gemeente vele infrastructuurwerken uitgevoerd, zoals het verbeteren en verharden van de wegen, het aanleggen van riolering, het uitbreiden van het elektriciteitsnet en het inrichten van een nieuw gemeentehuis. Hij overleed tijdens zijn laatste ambtsperiode in 1968 na een slepende ziekte.